# ロンジュモーの御者

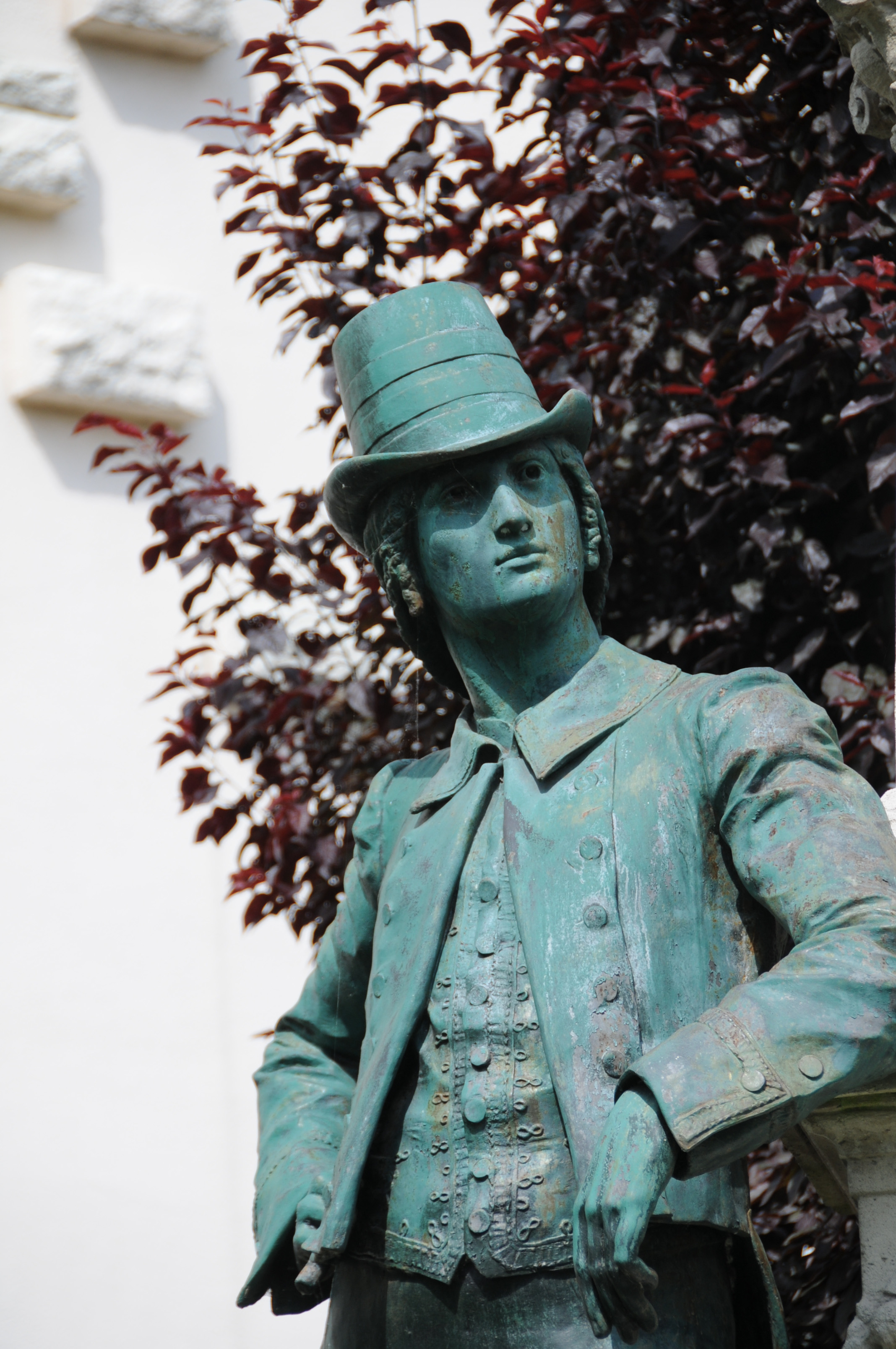
ロンジュモーの御者の銅像

『ロンジュモーの御者』（フランス語: Le postillon de Lonjumeau）は、 アドルフ・アダンによる全3幕からなるオペラ・コミックで、1836年10月13日にパリのオペラ＝コミック座で初演された。リブレット はアドルフ・ド・ルヴァンとレオン＝レヴィ・ブランズヴィックによってフランス語で書かれている。アダンのオペラ・コミックとしては『山小屋』（1834年）、『我もし王なりせば』（1852年）などと並ぶ代表作である。

## 概要

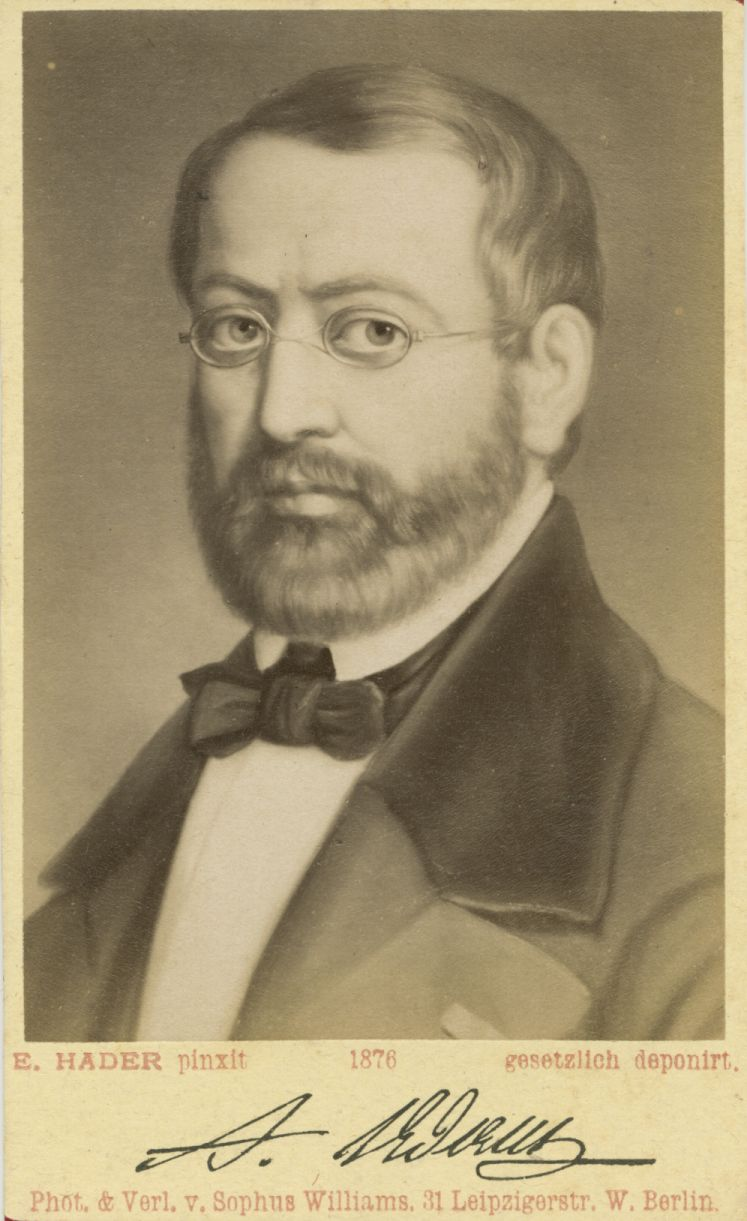
アドルフ・アダン

アニェス・テリエによれば、当時、フランス全土での主要な交通機関は駅馬車であったため、馬車の御者は国民の間では馴染みのある職業であった。しかし、鉄道の開通が迫っており、駅馬車はやがては姿を消す運命にあった。パリとサン＝ジェルマン＝アン＝レーとを結ぶ鉄道により移動時間も大幅に短縮され、移動が容易になっていった。そうした中で、本作は馬車の御者に対する《白鳥の歌》のようなオマージュともなっている。一方で、聴衆も新興中産階級が増加していたが、彼らにとって社会での昇進や野心に関する物語以上に関心を惹きつけるものはなかったのである。そうした意味からはパリからオルレアンに向かう街道の駅馬車の御者がパリ・オペラ座の花形歌手になると言う筋立ては、中産階級の間で人気を獲得することに有益だったのである。
アダンの最重要作である本作でアダンは中心人物に華やかな役柄を与えるだけでなく、登場人物と場面をも生き生きと作曲して、生気ある楽しめる作品となっている。
本作の音楽については、会話の場面と歌の場面に分かれ、作品は活気に満ちているが、音楽的には統一性を欠いている。〈御者のロンド〉「おお彼は何と立派なことか！」（Oh! qu'il était beau）（1幕）は非常に有名である。結婚式の場面でのマドレーヌの〈ロンド〉「私の愛しい夫」（Mon petit mari）とビジュの喜劇的なアリア（Oui, des choristes du théâtre）（２幕）、第３幕のシラビックな3重唱「吊るされる、吊るされる！」（Pendu ! Pendu !）とその後のマドレーヌとシャプルーの楽しげな和解の2重唱「私の苦しみを良く分かって欲しい」（A ma douleur soyez sensible）なども成功している。本作は19世紀末までは大変な人気を博したが、それ以降は間をおいて上演されているにすぎない。

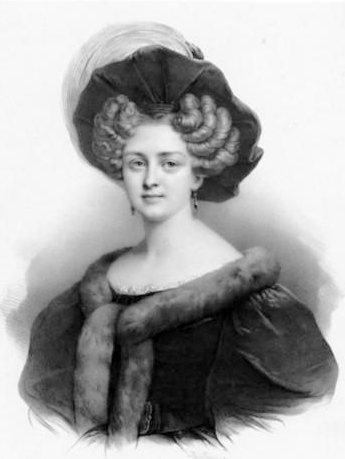
アンリ・グルヴドンによるプレヴォスト

ミシェル・パルティによればアダンは分かり易く、透明で聴衆を喜ばすような音楽を作曲することが唯一の目的としていたと語っていたが、その通りアダンの音楽は聴衆にとっては楽しくて覚え易いのが特徴となっている。このオペラ・コミックはオペレッタの祖先だということである。ラヴォアも本作は「オペレット、長いオペレットなのである」と指摘している。
グラウトは「アダンは本作を含むいくつかの作品で、次第に他愛のないタイプのオペラ・コミックへの流れを推し進めていった。続く20年の間に、それはますます人気を集め、第二帝政時代に入ると、好都合な雰囲気に恵まれて、オペレッタ大繁栄への道が開けた」と指摘している。
1836年10月13日にパリのオペラ＝コミック座で初演は好評を得て、すぐにフランス国内の他の劇場でも取り上げられ、ヨーロッパへも広がって行った。1837年にはベルリン、ウィーン、ライプチッヒ、プラハ、そして、リガに至るまでドイツ全土に広がった。本作はオペラ＝コミック座のレパートリーに1894年まで残り、569回の上演を記録した。
イギリス初演は1837年3月13日、ロンドンのセント・ジェームズ劇場にて、アメリカ初演は1838年 4月19日にニューオリンズのオルレアン劇場にて、カルヴェ、ハイマン、ベイリー、アストリュックらの配役で行われた。
近年の注目すべき上演としては2019年のパリ・オペラ・コミック座（3~４月）による上演が挙げられる。このクリスチャン・ラクロワが舞台装置と衣装を手掛けた華麗な公演は録画された。
なお、本作はスペインの作曲家クリストバル・オウドリードによってサルスエラに翻案され、『リオハの御者』（El Postillón de la Rioja、1856年）が制作されている。

## 登場人物
| 人物名                                 | 声域     | 原語                       | 役柄                              | 1836年10月13日初演時のキャスト 指揮者： アンリ・ヴァレンチノ            |
| -------------------------------------- | -------- | -------------------------- | --------------------------------- | ----------------------------------------------------------------------- |
| シャプルー サン＝ファール              | テノール | Chapelou Saint-Phar        | 御者                              | ジャン=バティスト・ショレ （Jean-Baptiste Chollet）                     |
| マドレーヌ マダム・ド・ラトゥール      | ソプラノ | Madeleine Madame de Latour | シャプルーの妻                    | ジュヌヴィエーヴ=エメ=ゾエ・プレヴォスト （Geneviève-Aimé-Zoë Prévost） |
| ビジュ アルサンドル                    | バリトン | Biju Alcindor              | シャプルーの友人 合唱団のリーダー | フランソワ=ルイ・アンリ （ François-Louis Henry）                       |
| コルシー侯爵                           | バリトン | Le Marquis de Corcy        | オペラ座の監督                    | エドモン=ジュール・ドロネー=リッキエ （Edmond-Jules Delaunay-Ricquier） |
| ローズ                                 | 台詞     | Rose                       | 女中                              | ロワ夫人 （Mme.Roy）                                                    |
| ブルドン                               | バス     | choriste                   | 合唱団員                          | ロワ氏 （M.Roy）                                                        |
| 合唱: 村人たち、オペラ座の合唱団員たち |          |                            |                                   |                                                                         |

## 楽器編成
- 木管楽器: フルート（2番はピッコロ持ち替え）2、オーボエ2、クラリネット2、ファゴット2
- 金管楽器: ホルン4、トランペット2、コルネット2、 トロンボーン3
- 打楽器: ティンパニ 、ドラム 、鐘
- 弦楽五部

## 上演時間
第1幕:約50分、第2幕:約50分、第3幕:約25分、全幕で約2時間5分

## あらすじ
時と場所： ルイ15世治世下のフランスのロンジュモー 、フォンテーヌブロー

### 第1幕
ロンジュモーの街中

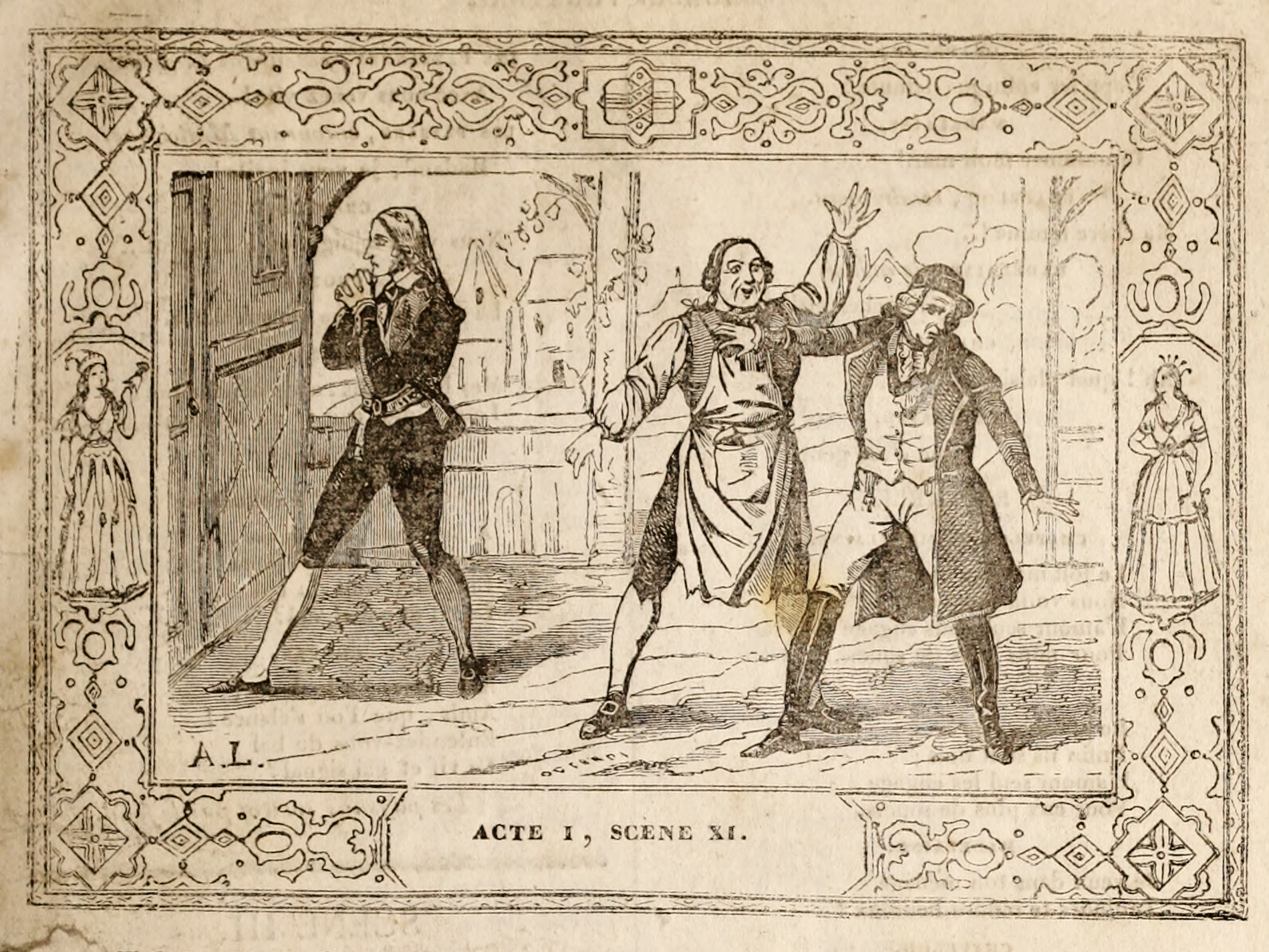
ロンジュモーの御者

駅馬車の御者であるシャプルーは宿屋の主人であるマドレーヌと結婚式を挙げたばかりである。〈2重唱〉「何！二人とも！」（Quoi, tous les deux!）を歌い、二人はお互いに占い師に自分たちの結婚が幸福なものになるか、占ってもらった。しかし、二人とも占い師からは、明るい将来は見込めそうもないと言う結果のようで、お互いはっきりとは言えない。しかし、こんな忌まわしい占いは無視して、幸福になろうと言う。すると、結婚式に参加しなかった友人のビジュが現れ、「マドレーヌは以前、自分のことを愛していたが、シャプルーに結局、乗り換えたのさ」と言って、不満を顕わにする。シャプルーは話題を変え、今晩は御者が出払っていて、人手が足りないし、自分は新婚初夜なので、ビジュに勤務を代わってくれないかと頼むが、友人の幸福を妬むビジュは意地悪くも拒否する。そこに、急ぎの旅をしているコルシー侯爵がやって来て、どうしても今晩出発するよう強要する。シャプルーとマドレーヌは運悪く厄介な客が来たものだと閉口する。結婚式に来てくれた客たちが宴会で飲み食いをしていると、やがて夜になり、新婚初夜の準備が整ったと盛り上がるが、シャプルーは馬車を走らせなければならない羽目になる。コルシー侯爵はシャプルーが宿屋で他の客と〈御者のロンド〉「おお彼は立派な奴だ！」（Oh! qu'il était beau）を歌っているのを耳にし、彼の美しい声に感銘を受け、探していた有望な歌手を発見したことに気づく。そして、シャプルーにお前が歌手になれば、大金を手にして、貴族のような生活ができ、すべての女に愛され、国王の寵愛をも受けることができると言って、自分に付いて来るよう説得する。シャプルーは妻を愛しているし、新婚初夜なので、そんなことはとてもできないと言う。コルシーが年間１０万リーヴルも稼げると執拗に説得するので、札束に目が眩み、安易にも同意してしまう。これを聞いていた、ビジュも自分もパリに出て花を咲かせようと決意するが、ところでマドレーヌには何というのだと問うと、シャプルーは一週間で戻ると伝えてくれと言って出発する。残されたマドレーヌは啞然として悲嘆に暮れる。皆は新婚初夜に捨てられるなど前代未聞と同情するのだった。

### 第2幕
10年後のフォンテーヌブロー

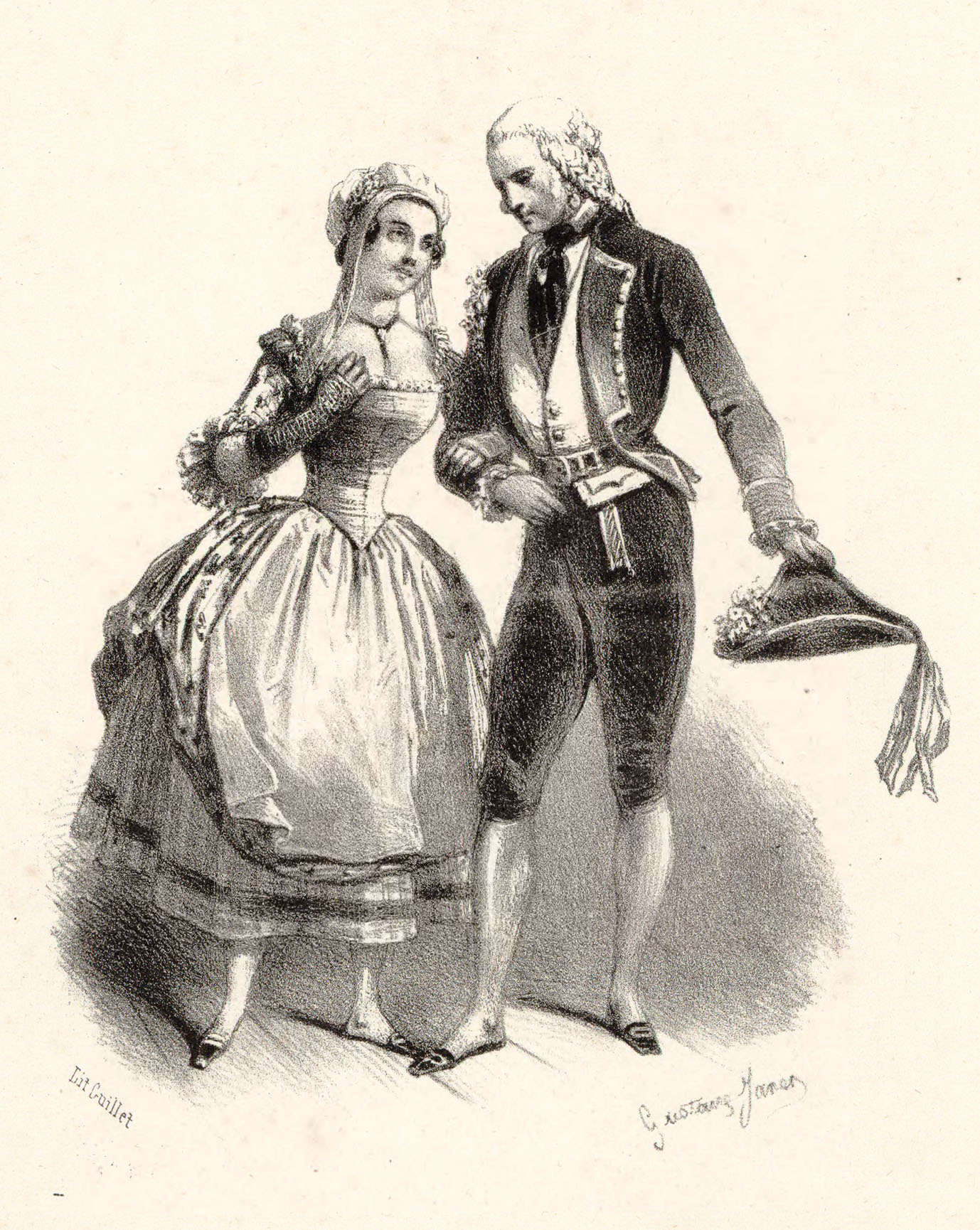
プレヴォストとショレ

10年後、裕福な叔母からマドレーヌは莫大な財産を相続し、マダム・ド・ラトゥールとして知られようになっているが今でも彼女のシャペルーを愛しているが、その気持ちを〈アリア〉「彼にまた会いに行く」（Je vais donc le revoir）を歌う。一方、シャプルーはパリ・オペラ座の花形歌手になっており、サン・ファールという名で通っている。マダム・ド・ラトゥールはシャプルーに復讐した上で、彼を取り戻したいと考えて思っており、彼女に惚れてしまっているコルシー侯爵からサン・ファールについての情報を聞き出す。また、ビジュも現在はオペラ座の合唱団のリーダーとなっており、アルサンドルと名乗っており、〈アリア〉「私は本当に花形だ」（Je suis vraiment la fine fleur）と自慢する。オペラ座の公演後、コルシー侯爵はマダム・ド・ラトゥールの気を惹こうとオペラ座のスターたちを集めた晩餐会を開催し、彼女を招待する。歌手たちはコルシー侯爵に不平不満を抱き、疲れて声が出ないなどと言い、かすれた声で歌ったりしてふざけていた。しかし、晩餐会が劇場で見たマダム・ド・ラトゥールのためのものであると分かると、真面目に歌い出す。それから彼の美しいテナーで、サン・ファールはコルシー侯爵が彼女のために作曲したきじ鳩のロマンスを披露する。サン・ファールは彼女がマドレーヌに似ているため、すぐにマダム・ド・ラトゥールの魅力に恋に堕ちてしまう。しかし、マダム・ド・ラトゥールはシャプルーが残してきた妻であるとは認識できないでいる。サン・ファールが2重唱で「この燃えるような情熱を受け止めて欲しい」と求愛すると、彼女が拒否する。彼は「それではこの剣で胸を刺して死にます」と言うと、彼女は「貴方が死んだら劇場の聴衆はどうなるの」と言う。サン・ファールは「そうですね、興行主のためにも、死ぬのはやめておきます」と答える。彼女は「貴方のその移り気が心配なのよ。舞台が変われば、別の女性に愛を告白するのでしょう」と詰問される。そこへ、ローズとアルサンドルがマドレーヌからの手紙を持ってやって来る。それには妻マドレーヌからのもので、マダム・ド・ラトゥールに大声で読まれてしまい、「貴方は結婚しているのね」と事実を知られてしまう。サン・ファールは「これは何かの間違いで、悪質な悪戯だ」と言い、誤魔化そうとして「私を愛していないのですか」と問う。彼女は正式な牧師によって、結婚式を挙げるという条件で結婚したいと言う。サン・ファールはアルサンドルに頼んで合唱団員のブルドンを牧師に変装させてインチキな結婚式ができ、合法的な結婚に縛られることなく、最愛の人を勝ち取りたいと考える。しかし、コルシー侯爵からこの狡猾な企みを知らされたマダム・ド・ラトゥールはそれをローズの協力を得て、阻止することにする。コルシー侯爵は彼女にあんな悪人と結婚してはいけないと釘を刺す。マダム・ド・ラトゥールはコルシーとサン・ファールが求婚すると、彼女はサン・ファールを選び、結婚することになる。結婚式は城の礼拝堂の鐘が鳴り響く中で行われ、サン・ファールは大いに喜び、コルシー侯爵はショックで倒れる。

### 第3幕
結婚式場

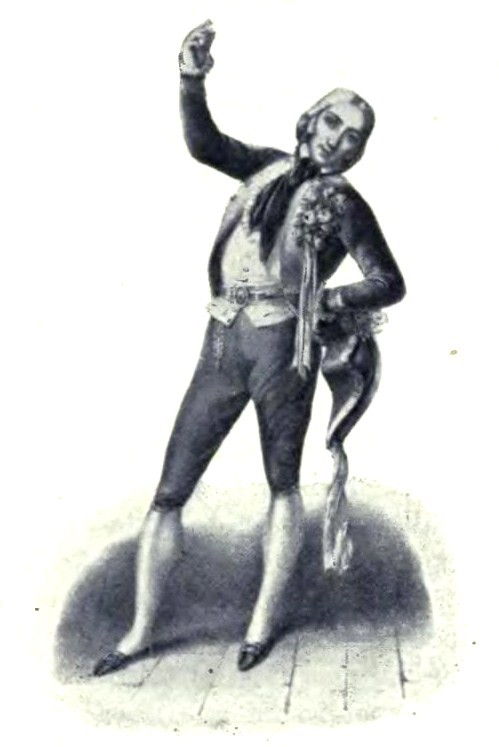
ショレ扮するロンジュモーの御者

サン・ファールに打ち負かされたことに腹を立てたコルシー侯爵は、合唱団員ブルドンを牧師に偽装させたアルサンドルに会い、彼の友人サン・ファールはすでに彼の恋人と結婚していると彼に知らせる。絞首刑が課せられる重婚罪はすでに犯されている。コルシー侯爵は警察にこの事実を通報し、この明らかな重婚行為を非難したのである。サン・ファールは〈アリア〉「これで私も貴族」（A la noblesse, je m'allie）と喜びを表す。アルサンドルとブルドンがサン・ファールのところに来て、〈3重唱〉「吊るされる、吊るされる！」（Pendu ! Pendu !）を歌い、サン・ファールに危機的状況を伝える。結婚式の夜、マドレーヌは復讐の計略を実行する。マドレーヌが昔の農民の服を着て現れると、サン・ファールは彼女がマドレーヌであることを認識する。それから彼女は暗闇に紛れて、彼の目の前で金持ちの相続人であるマダム・ド・ラトゥールに変身し、声色を変えて一人二役を演じて彼の欺瞞を非難する。彼の結婚は悪夢となり、混乱し悔恨の念に捕らわれる。警察が到着して彼を逮捕すると、マダム・ド・ラトゥールは、サン・ファールの最初の妻であるマドレーヌとして自分自身の身元を明かすことによって誤解を解く。このカップルは2回結婚し、シャプルーはその日から良い村人々のように愛することを誓う。そして、以前は舞台のために彼女を捨てたが、今度は彼女のために舞台を捨てると言う。一同はこれに感動して、ロンジュモーの御者は立派な奴だと歌い、ハッピーエンドとなる。

## 主な録音・録画
| 年   | 配役 シャプルー マドレーヌ コルシー侯爵 ビジュ ブルドン ローズ                                                                                  | 指揮者、 管弦楽団および合唱団 | レーベル |
| ---- | --- | --- | --- |
| 1985 | ジョン・エイラー ジューン・アンダーソン フランソワ・ル・ルー ジャン＝フィリップ・ラフォン ダニエル・オットヴェール バルヴィーナ・デ・クールセル | トーマス・フルトン モンテカルロ・フィルハーモニー管弦楽団 ジャン・ラフォルジュ・アンサンブル・コラール                               | CD: EMI EAN : 7600003772138 |
| 2019 | マイケル・スパイアーズ フロリー・バリケット フランク・ルゲリネル ローラン・キュブラ ジュリアン・クレマン ミシェル・フォー                       | セバスティアン・ルラン ルーアン・ノルマンディ歌劇場管弦楽団 ルーアン・ノルマンディ歌劇場合唱団 アクサンチュス 演出：ミシェル・フォー | CD: Naxos EAN : 9788460892243 パリ、オペラ＝コミック座でのライヴ 第58回レコード・アカデミー賞受賞 （特別部門 ビデオ・ディスク「舞台＆劇作品」） |